# شون غوثير
شون غوثير هو لاعب هوكي الجليد كندي، ولد في 28 مارس 1971 في غريتر سودبوري في كندا.

## وصلات خارجية
- شون غوثير على موقع دوري الهوكي الوطني (الإنجليزية)
- شون غوثير على موقع قاعة مشاهير الهوكي (لاعب أن.إتش.أل) (الإنجليزية)
- شون غوثير على موقع EliteProspects.com (الإنجليزية)
- شون غوثير على موقع HockeyDB.com (الإنجليزية)